# Seznam čeških filozofov
Seznam čeških filozofov.

## A
- Karel Slavoj Amerling

## B
- Pavel Barša
- Jaromír Bartoš
- Rudolf Battěk
- Václav Bělohradský
- Václav Benda
- Karel Berka
- Arnošt Bláha
- Bernard Bolzano
- Hyppolit Boczkowski (sociolog)
- Vladimír Borecký

## C
- Vilém Chmelař (1892-1988) (psiholog, filozof)
- Květoslav Chvatík (1930–2012)

## Č
- František Čáda
- Jiři Černý
- Václav Černý
- Miroslav Červenka (literarni teoretik, estetik?)

## D
- Josip Salomon Delmedigo
- Lubomír Doležel
- František Drtina

## F
- Herbert Feigl
- Vilém Flusser
- Břetislav Foustka?

## G
- Jiří Gabriel
- Ernest Gellner (britansko-češki)
- Theodor Gomperz

## H
- Tomáš Halík (teolog, sociolog, filozof ...)
- Petr Hampl (sociolog, filozof)
- Eduard Hanslick
- Miloš Havelka
- Ladislav Hejdánek
- Hieronim Praški (Jeroným Pražský)
- Karel Hlaváček (sociolog)
- Otakar Hostinský
- Jan Hus
- Edmund Husserl

## J
- (Milan Jungmann)

## K
- Jindřich Kabát (psiholog)
- Jaroslav Kallab (pravni)
- Karl Kautsky
- František Klácel
- Ladislav Klíma
- Erazim Kohák
- Stanislav Komárek (biolog)
- Jan Amos Komensky [John Amos Comenius]
- Robert Konečný (1906-1981) (psiholog)
- Karel Kosík
- Pavel Kouba
- Jan Blahoslav Kozák
- František Krejčí
- Daniel Kroupa
- Martin Kuralt (slov.-češki)

## L
- František Linhart
- Josef Lukl Hromádka
- Nikolaus Lobkowicz (češ. Mikuláš Lobkowicz) (1931 - 2019)

## M
- Ernst Mach
- Jaroslav Malina (antropolog)
- Tomáš Masaryk
- Zdeněk Mathauser (estetik)
- Bohumil Mathesius
- Gregor Mendel
- Ladislav Menzel
- Miroslav Mleziva
- Zdeněk Mlynář (1930-1997) (politik in politolog)
- Jan Mukařovský

## N
- Ernest Nagel
- Jiří Němec (1932-2001)
- Zdeněk Neubauer
- (Arne Novák)
- Karel Novotný
- Lubomír Nový

## P
- Jan Palkoska
- Radim Palouš
- Jan Patočka
- Miroslav Petříček
- Zdeněk Pinc

## R
- Emanuel Rádl
- Adalbertus Ranconis de Ericinio
- Petr Rezek
- Ladislav Rieger
- Radovan Richta
- Mihajlo Rostohar (slovensko-češki psiholog)

## S
- Karl Klemens Serol
- Jan Sokol

## Š
- Ota Šik
- Jaroslav Šimsa

## V
- Petr Vopěnka

## W
- Karel Werner

## Ž
- Ivan Žmavc (slov.-češ.)